# Bazilika svete Marije Zdrave, Benetke
Bazilika svete Marije Zdrave (italijansko Santa Maria della Salute, dobesedno Sveta Marija zdravja), splošno znana preprosto kot Salute, je rimskokatoliška cerkev in manjša bazilika, ki stoji na Punta della Dogana v okrožju (sestiere) Dorsoduro v mestu Benetke v Italiji.
Stoji na ozkem prstu Punta della Dogana, med Canalom Grande in kanalom Giudecca, pri Bacino di San Marco, zato je vidna, ko iz vode vstopite na trg svetega Marka. Salute je del župnije Gesuati in je najnovejša od tako imenovanih kužnih cerkva.
Leta 1630 so Benetke doživele nenavadno uničujoč izbruh kuge. Kot votivna daritev za osvoboditev mesta pred kugo se je Beneška republika zaobljubila, da bo zgradila in posvetila cerkev Naše Gospe zdravja (ali Odrešenja, italijansko Salute). Cerkev je v takrat modnem baročnem slogu zasnoval Baldassare Longhena, ki je študiral pri arhitektu Vincenzu Scamozziju. Gradnja se je začela leta 1631. Večina umetniških predmetov v cerkvi omenja črno smrt.
Kupola Salute je bila pomemben dodatek k obzorju Benetk in je kmalu postala simbol mesta ter navdihovala umetnike, kot so Canaletto, J. M. W. Turner, John Singer Sargent in beneški umetnik Francesco Guardi.

## Zgodovina
V začetku poletja 1630 je Benetke napadel val kuge in do leta 1631 ubil skoraj tretjino prebivalstva. V mestu je umrlo 46.000 ljudi, v lagunah pa je bilo število veliko višje, približno 94.000. Ponavljajoči prikazi zakramenta, pa tudi molitve in procesije v cerkvah, posvečenih sv. Roku in sv. Lovrencu Justinijanu (prvi beneški patriarh), niso uspeli zaustaviti epidemije. V skladu z arhitekturnim odzivom na predhodni napad kuge (1575–1576), ko je bil  Palladio pozvan, naj zasnuje cerkev Il Redentore (cerkve sv. Odrešenika), je beneški senat 22. oktobra 1630 odločil, da bo zgrajena nova cerkev. Posvečena naj bi bila ne zgolj kugi ali zavetniku, ampak Devici Mariji, za katero je iz več razlogov veljalo, da je zaščitnica republike.
Odločeno je bilo tudi, da bo senat vsako leto obiskal cerkev. 21. novembra se praznuje praznik Marijinega prikaza, znan kot Festa della Madonna della Salute, ko mestni uradniki paradirajo od sv. Marka do Salute v zahvalo za osvoboditev od kuge. To je vključevalo prečkanje Canala Grande na posebej zgrajenem pontonskem mostu in je še vedno pomemben dogodek v Benetkah.
Želja po ustvarjanju primernega spomenika na mestu, ki omogoča enostaven procesijski dostop s trga Piazza San Marco je vodila senatorje, da so izbrali sedanje mesto med osmimi potencialnimi lokacijami. Lokacija je bila izbrana deloma zaradi njene povezave s San Giorgio Maggiore, sv. Markom in Il Redentore, s katerimi tvori lok. Pozdrav, simbol mestne pobožnosti, stoji poleg rustikalne enonadstropne carinarnice ali Dogana da Mar, emblema njene pomorske trgovine, in v bližini mestnega središča. Spor s patriarhom, lastnikom cerkve in semenišča na tem mestu, je bil rešen in do leta 1631 se je začelo rušenje nekaterih zgradb. Verjetno sta si diplomat Paolo Sarpi in dož Nicolo Contarini delila namen, da bi cerkev povezali z redom. manj tesno povezan s patriarhatom in nazadnje so bili somaški očetje, red, ki ga je v bližini Bergama ustanovil beneški plemič Jerome Emiliani, povabljeni, da upravljajo cerkev.
Izveden je bil natečaj za projektiranje stavbe. Od enajstih prispevkov (vključno z dizajni Alessandra Varotarija, Mattea Ignolija in Bertea Bellija) sta bila v zadnjem krogu izbrana le dva. Za zasnovo nove cerkve je bil izbran arhitekt Baldassare Longhena. Končno je bila dokončana leta 1681, leto pred Longhenovo smrtjo. Drugo idejo, ki se je prebila v zadnji krog, sta izdelala Antonio Smeraldi (il Fracao) in Zambattista Rubertini. Od še ohranjenih predlogov sta bila prvotna načrta Bellija in Smeraldija običajne protireformacijske linearne cerkve, ki spominjajo na Palladijevo IlRedentore in San Giorgio Maggiore, medtem ko je bila Varotarijeva skica geometrijska abstrakcija. Longhenov predlog je bil konkreten arhitekturni načrt s podrobnostmi o strukturi in stroških. On je pisal:
ˇ »Ustvaril sem cerkev v obliki rotonde, delo novega izuma, ki ni zgrajeno v Benetkah, delo, ki ga mnogi zelo cenijo in si ga želijo. Ta cerkev, ki je imela skrivnost posvetitve, posvečena Presveti Devici, mi je dala misliti, s tistim malo talenta, ki mi ga je Bog naklonil, da sem zgradil cerkev v ... obliki krone.«
Kasneje je v memorandumu zapisal: »Prvič, to je deviško delo, še nikoli videno, radovedno, vredno in lepo, narejeno v obliki okroglega spomenika, ki ga še nikoli niso videli, niti kdaj izumili, niti v celoti niti deloma v drugih cerkvah v tem najbolj mirnem mestu, tako kot je moj konkurent (il Fracao) storil v svojo korist, ker je bil reven v ideji.«
Salute, čeprav je v mnogih pogledih roman, še vedno kaže vpliv paladijevskega klasicizma in beneških kupol. Beneški senat je s 66 glasovi za, 29 proti in 2 vzdržanima glasoval za odobritev načrtov 26-letnega Longhene. Medtem ko je Longhena videl strukturo kot krono, je zaradi dekorativne krožne zgradbe videti bolj kot relikviarij, ciborij in izvezen obrnjen kelih, ki skriva pobožnost mesta.

## Zunanjost
Salute je velika, osmerokotna stavba z dvema kupolama in parom slikovitih zvonikov na zadnji strani. Zgrajena na ploščadi iz 1.000.000 lesenih pilotov, zgrajena je iz istrskega kamna in marmorina (opeke, prekrite z marmornim prahom). Na vrhu pedimenta stoji kip Device Marije, ki načeljuje cerkvi, ki je bila postavljena njej v čast. Pročelje krasijo liki sv. Jurija, sv. Teodorja, evangelistov, prerokov, Judite z glavo Holoferna.

### Fasada
Glavno pročelje je bogato okrašeno s kipi štirih evangelistov, ki so jih nedavno pripisali Tommasu Ruesu:
- Pogled na severozahodno stran velike kupole..
- Glavni vhod
- Marko
- Luka
- Matej
- Janez
- Dve kupoli in dva zvonika.

## Notranjost
Medtem ko zunanja dekoracija in lokacija pritegneta oko, je notranja zasnova precej izjemna. Osmerokotna cerkev, obkrožena s klasičnim besediščem, posnema bizantinske zasnove, kot je bazilika San Vitale. Notranjost ima svoje arhitekturne elemente, razmejene z barvnostjo materiala, osrednja ladja z obročem svetnikov na vrhu balustrade pa je nova zasnova. Polna je marijanske simbolike – velika kupola predstavlja njeno krono, kavernozna notranjost njeno maternico, osem stranic osem točk na njeni simbolni zvezdi.
Notranjost je osmerokotna z osmimi sevajočimi kapelicami v zunanji steni. Trije oltarji na desni strani glavnega vhoda so okrašeni s prizori iz življenja Device Marije, zavetnice cerkve, avtorja Luca Giordana: Predstavitev v templju, Marijino vnebovzetje in Marijino rojstvo. Na tretjem oltarju levo od vhoda je Tizianova slika z naslovom Sestop Svetega Duha. Baročna ureditev visokega oltarja, ki jo je zasnoval sam Longhena, skriva ikonično bizantinsko Madono z otrokom iz 12. ali 13. stoletja, v grščini znano kot Panagia Mesopantitissa (Madona posrednica ali Madona pogajalka) in izvira iz Candia leta 1669 po padcu mesta pod Osmane. Skupina kipov pri glavnem oltarju, ki prikazuje Kraljico nebes, ki izganja kugo (1670), je gledališka baročna mojstrovina flamskega kiparja Josseja de Corteja. Prvotno je bila v njej slika Alessandra Varotarija, na kateri je bila Devica drži cerkev, ki jo je slikar predložil s svojim arhitekturnim predlogom.
Tintoretto je naslikal Poroka v Kani – 1561, razstavljena v veliki zakristiji, ki vključuje avtoportret. Najbolj zastopan umetnik v cerkvi je Tizian, ki je naslikal sv. Marka na prestolu s sv. Kozma, Damjanom, Boštjanom in Rokom, oltarno sliko zakristije, pa tudi stropne slike David in Goljat, Abraham in Izak ter Kajn in Abel in osem tondov osmih cerkvenih učiteljev in evangelistov, vsi v veliki zakristiji in Binkošti v ladji.
- Tlak v baziliki.
- Notranjost obrnjena proti velikemu oltarju
- Veliki oltar s sveto ikono Panagia Mesopantitisa
- Oltar radialne kapele.
- Oltarna slika Sestop sv. Duha, Tizian
- "Benetke ob nogah sv. Antona Padovanskega", Pietro Liberi
- Predstavitev Marije v templju, Luca Giordano
- Marijino vnebovzetje, Luca Giordano

## Vpliv
Kupola Salute je bila pomemben dodatek beneškemu obzorju in je kmalu postala simbol mesta, saj je navdihnila slikarje, kot so Canaletto, J. M. W.  Turner, John Singer Sargent, Francesco Guardi in srbski pesnik Laza Kostić, da je napisal pesem z istim naslovom.
Cerkev je imela velik vpliv na sodobne arhitekte takoj po dokončanju. Strukture po vzoru cerkve so svetišče v Gostyńu, ki so ga zgradili Jerzy Catenazzi, Jan Catenazzi in Pompeo Ferrari med 1675-1728, morda po prvotnem načrtu Baldassarra Longhena.
Leta 1959 je bila cerkev predmet zasnove Johna Piperja, ki jo je pozneje kot tekstilno zasnovo prilagodil Arthur Sanderson & Sons Ltd.
Načrti Rotonde Xewkija na Gozu na Malti so temeljili na Santa Maria della Salute, vendar v večjem obsegu.